# 普希亞

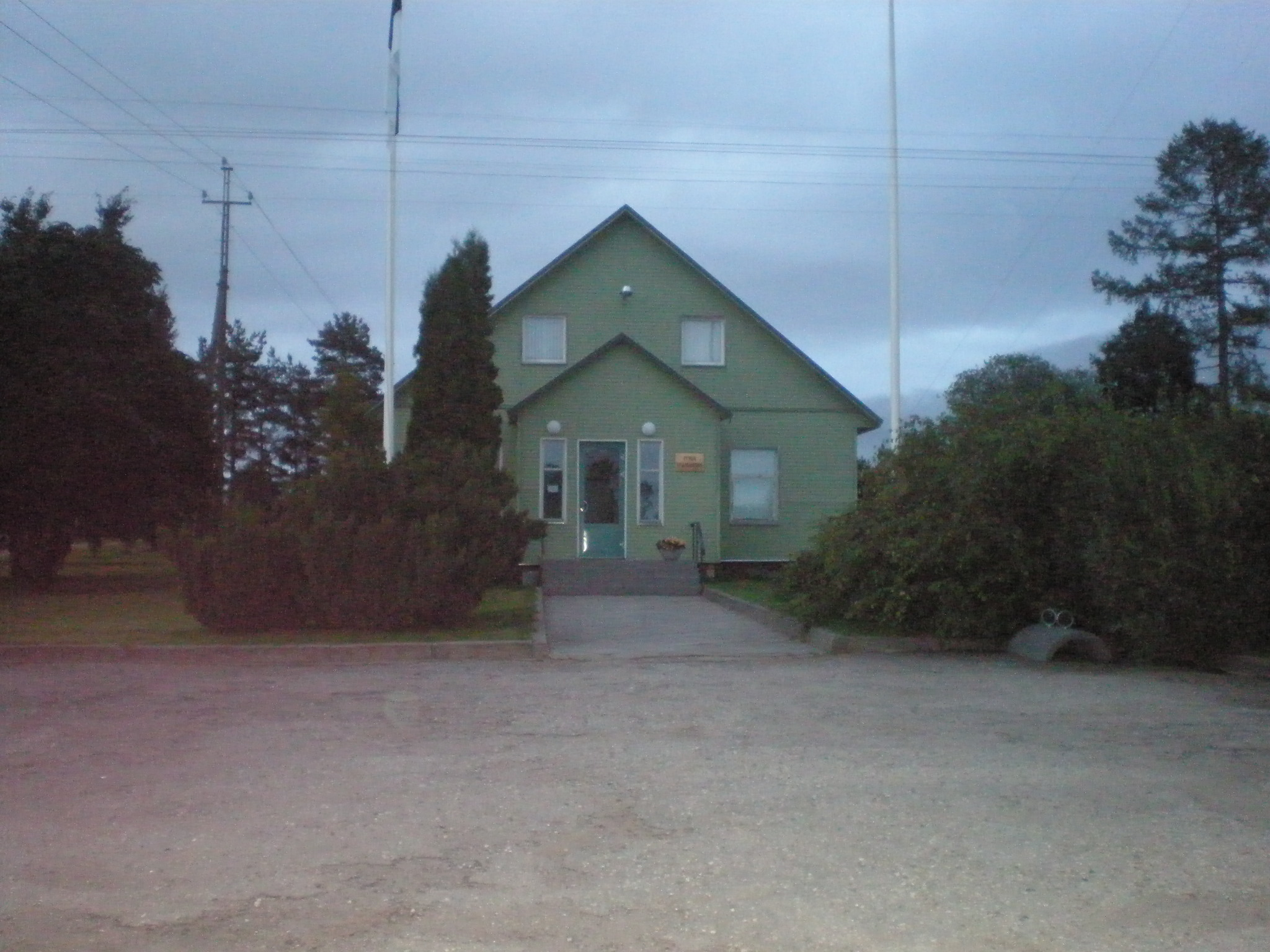
普西亚行政楼

普希亞，是愛沙尼亞塔爾圖縣埃尔瓦市镇内的小鎮，位於該國東南部，曾是原普希亞市镇的行政中心，距離埃爾瓦14.6公里，海拔高度59米，2012年該小鎮人口1,072。
58°20′18″N 26°18′43″E / 58.33833°N 26.31194°E